# Alex Lee
Alex Lee (Bristol, Inglaterra, 16 de março de 1970) é um guitarrista e tecladista britânico, que iniciou sua carreira na banda Strangelove.
Em 2001 com a saída de Neil Codling da banda Suede, Brett Anderson e seus companheiros o chamam para substituir Codling que alegara problemas de saúde. Com a sua entrada na banda, Lee participa da finalização do álbum A New Morning, inclusive na composição de algumas músicas (Superstar, Beautiful Loser, Streetlife) e participa também da turnê do disco e a última da banda realizada em 2003.
Alex foi músico de apoio de diversas bandas, como os Goldfrapp. Actualmente é músico de apoio dos Placebo, substituindo Xavior Roide